# Mesasippus
Mesasippus is een geslacht van rechtvleugeligen uit de familie veldsprinkhanen (Acrididae). De wetenschappelijke naam van dit geslacht is voor het eerst geldig gepubliceerd in 1931 door Tarbinsky.

## Soorten
Het geslacht Mesasippus omvat de volgende soorten:
- Mesasippus ammophilus Bey-Bienko, 1948
- Mesasippus arenosus Bey-Bienko, 1930
- Mesasippus barsukiensis Mishchenko, 1951
- Mesasippus divergens Bey-Bienko, 1930
- Mesasippus fuscovittatus Tarbinsky, 1927
- Mesasippus geophilus Bey-Bienko, 1930
- Mesasippus kozhevnikovi Tarbinsky, 1925
- Mesasippus nudus Umnov, 1931
- Mesasippus scitus Mishchenko, 1951
- Mesasippus tarbagataicus Sergeev & Bugrov, 1988